# Tadeusz Wolfenburg
Tadeusz Józef Antoni Wolfenburg (ur. 23 stycznia 1885 w Baranowie, zm. 1966) – polski nauczyciel, działacz społeczny, urzędnik ministerialny II Rzeczypospolitej.

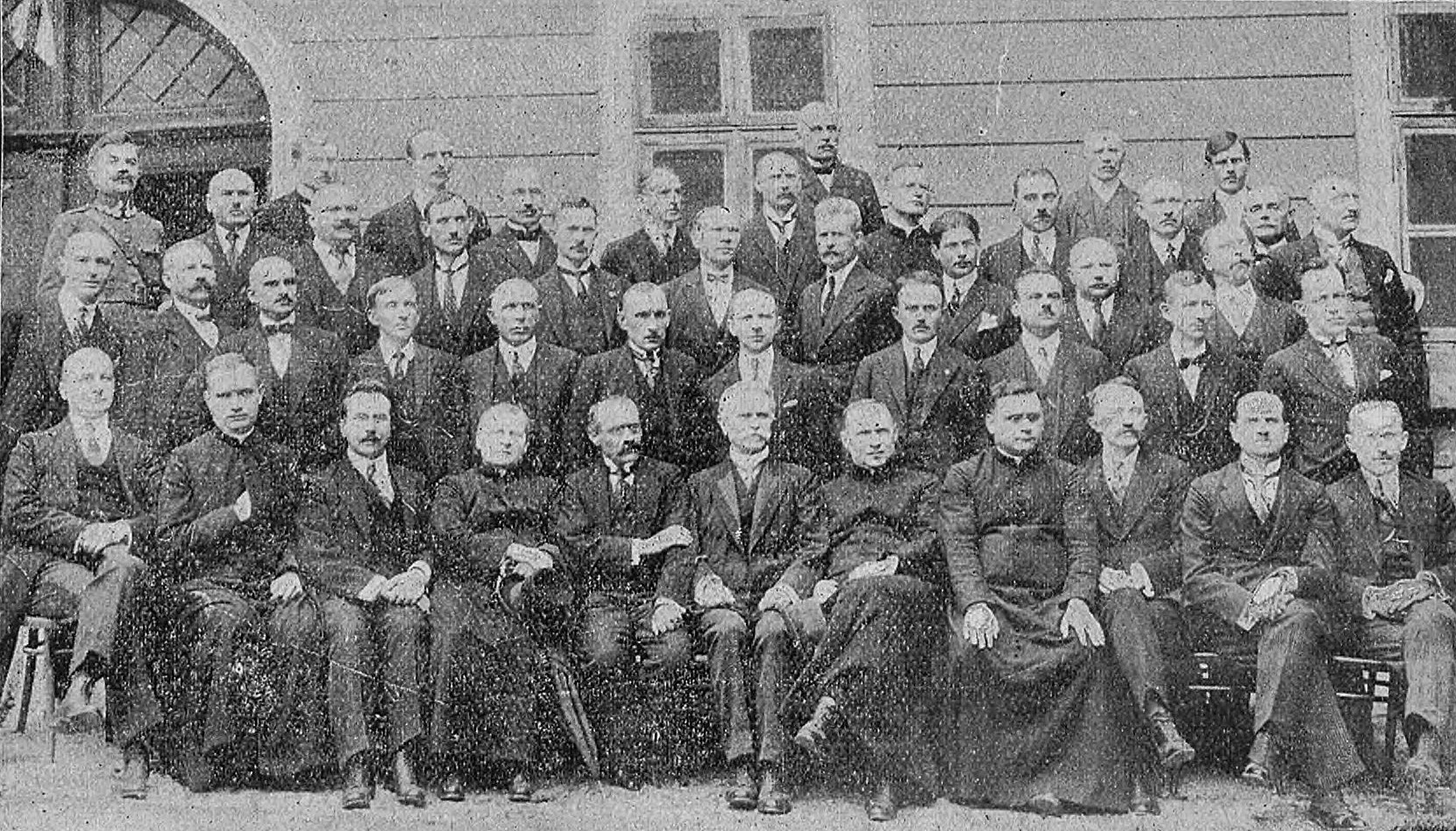
Zjazd absolwentów rzeszowskiego gimnazjum z 1904 w 1924

## Życiorys
Urodził się 23 stycznia 1885 w Baranowie jako syn Romana Artura Wolfenburga (zm. 1913, nadkomisarz c. k. straży skarbowej w Sanoku) i Zofii z domu Hofman. Kształcił się w C. K. I Wyższym Gimnazjum w Jarosławiu (w 1901 ukończył V klasę). 9 czerwca 1904 zdał egzamin dojrzałości w C. K. I Gimnazjum w Rzeszowie (wówczas abiturientami byli Artur Kopacz, Stanisław Kot, Jan Kwolek). Podczas studiów był członkiem zwyczajnym Czytelni Akademickiej we Lwowie, a 16 grudnia 1905 został wybrany członkiem wydziału (prócz niego także Czesław Mączyński, Stefan Pasławski). Z zawodu był nauczycielem. 
W Sanoku działał społecznie. Zaangażował się w organizację Drużyn Bartoszowych. Został pierwszym naczelnikiem DB w Sanoku, założonej 3 sierpnia 1911. Został mianowany przez Radę Naczelną DB członkiem Komitetu Mężów Zaufania, założonego 6 sierpnia 1911 (w zamierzeniu gremium powołanego do pracy organizacyjnej na rzecz DB na ziemi sanockiej, w tym zakładania nowych drużyn), zaś wkrótce potem na stanowisku komendanta sanockiej drużyny został zastąpiony przez Bronisława Tustanowskiego. 23 marca 1912 został wybrany członkiem wydziału sanockiego koła Towarzystwa Szkoły Ludowej. 
Po odzyskaniu przez Polskę niepodległości wraz z Janem Misiewiczem był autorem publikacji pt. Tymczasowa instrukcja dla policji państwowej z komentarzem oraz uzupełniającymi przepisami wykonawczymi poprzedzona ustawą o policji państwowej, wydaną w formie rozporządzenia ministra spraw wewnętrznych z 3 lipca 1920, następnie opublikowano w rozszerzeniu pt. Tymczasowa instrukcja dla policji państwowej z komentarzami oraz uzupełniającymi przepisami służby wykonawczej w 1922 (stanowiącą pierwszy usystematyzowany zbiór przepisów oraz rozporządzeń i rozkazów); łącznie wznawianą sześciokrotnie w kolejnych latach i w praktyce podstawę do orzekania w sprawach dyscyplinarnych w strukturze Policji Państwowej w okresie II Rzeczypospolitej. W 1924 był szefem sekcji Policji Państwowej w Ministerstwie Spraw Wewnętrznych. 16 kwietnia 1925 jako były starszy referent Komendy Głównej Policji Państwowej został mianowany urzędnikiem VI stopnia służbowego. Będąc w randze starszego referenta 16 maja 1925 został mianowany członkiem Wyższej Komisji Dyscyplinarnej przy MSW na resztę okresu 3-letniego tj. do dnia 8 lipca 1925. Ze stanowiska radcy ministerialnego w Ministerstwie Spraw Wewnętrznych z dniem 1 czerwca 1930 został radcą ministerialnym w Ministerstwie Wyznań Religijnych i Oświecenia Publicznego. 26 października 1931 został mianowany rzecznikiem dyscyplinarnym przy Wyższej Komisji Dyscyplinarnej przy MWRiOP na trzechlecie od 1 listopada 1931 do 31 października 1934. Publikował na łamach „Gazety Administracji i Policji Państwowej” (artykuł pt. O język urzędowy katolickich ksiąg metrykalnych w wydaniu 11/1930, a po II wojnie światowej w „Gazecie Administracji” (artykuł pt. Publiczno-prawny charakter kościołów i związków religijnych, napisany wspólnie z Jarosławem Demiańczukiem w wydaniach 9-10/1947).
Zmarł w 1966. Jego siostrą była Florentyna Wolfenburg (1897-1970).